# Llangardaix de gorguera
El llangardaix de gorguera (Chlamydosaurus kingii) és una espècie sauròpsid (rèptil) escatós de la família agàmids que viu al sud de Nova Guinea, i al nord i oest d'Austràlia. Té un collar de pell al voltant del coll que conté espines de cartílag, que desplega quan l'animal se sent amenaçat per assemblar més gros i perillós.